# Youssef H. Aboul-Enein
Youssef H. Aboul-Enein (geb. 25. Januar 1970 in Oxford, Mississippi, Vereinigte Staaten) ist ein US-amerikanischer Marineoffizier und Militärschriftsteller. Er gilt als „top adviser“ der Joint Intelligence Task Force for Combating Terrorism (JITF-CT). Er ist Mitglied der  American Association Medical Administrators, Naval War College Foundation, Joint Military Intelligence Foundation, American College Healthcare Executives.

## Leben
Youssef Aboul-Enein ist Commander der U.S. Navy im Medical Service Corps. Angaben des U.S. Naval Institute zufolge hat er sich seit dem 11. September 2001 auf höchster Ebene des Verteidigungsministeriums und der Geheimdienste mit Fragen der Terrorismusbekämpfung und des Nahen Ostens befasst und diese beraten.
Aboul-Enein widmete sich in verschiedenen Monographien und Videos verschiedenen muslimischen Ideologen und Strategen, insbesondere aus dem Umfeld radikaler Ideologen der al-Qaida (Usama Bin Laden, Abu Musab al-Suri (der "Clausewitz der al-Qaida-Ideologie"), Sheikh  Abdullah Azzam, Sheikh  Abd al-Fattah al-Khalidi, Ayman Al-Zawahiri und auch Hassan al-Banna, dem Gründer und ersten geistlichen Führer der Muslimbruderschaft) und schließt deren Gedenkengut dem englischsprachigen Lesepublikum auf.
Viele seiner Publikationen erschienen bei der Naval Institute Press in Annapolis (Maryland), dem Sitz der United States Naval Academy.
In seinem Islamic Rulings on Warfare (zusammen mit Sherifa Zuhur) werden islamische Konzepte von Krieg, Frieden und muslimischen Beziehungen zu Nicht-Muslimen erläutert und die Grundsätze des Dschihad und des Krieges und ihrer Durchführung, wie sie in den wichtigsten islamischen Texten zu finden sind.
In seinem Militant Islamist Ideology: Understanding the Global Threat - einem der ersten Versuche, die Ideologie der Al-Qaida mit islamischen Argumenten zu dekonstruieren und zu marginalisieren - erklärt er, wie militante Islamisten verschiedene Aspekte der islamischen Theologie und Geschichte zusammengeschustert und zu einer engstirnigen Botschaft verwoben haben, die sie als Rechtfertigung für den Terrorismus verwenden.
In seiner Veröffentlichung The 1979 siege of Mecca: the Mahdi, Juhayman and al-Qaida berichtet er über die Besetzung der al-Harām-Moschee in Mekka, die am 20. November 1979 begann.
In Reconstructing a Shattered Egyptian Army (1967 to 1971): War Minister Gen. Mohamad Fawzi's Memoirs, 1967–1971 (New York: Naval Institute Press, 2014) widmet er sich den  Memoiren von General Mohamed Fawzi, dem ägyptischen Kriegsminister von 1967 bis 1971, und der Freilegung des militärischen Gedankenguts dieses arabischen Kriegsministers, der unter den arabischen Generälen einzigartig für seine vernichtende Kritik an den eigenen Streitkräften war, mit Einblicken in das Ausmaß der sowjetischen Zusammenarbeit und Militärhilfe, die Ägypten nach dem Sechstagekrieg von 1967 gewährt wurde.
Sein Buch Iraq in turmoil: historical perspectives of Dr. Ali al-Wardi, from the Ottoman Empire to King Feisal (Annapolis: Naval Institute Press, 2012) ist eine Sammlung von Aufsätzen von Ali al-Wardi, die die soziale, politische und militärische Geschichte des Irak beleuchten.

## Publikationen (Auswahl)
- Militant Islamist Ideology: Understanding the Global Threat. New York: Naval Institute Press, 2011.
- The secret war for the Middle East: the influence of Axis and Allied intelligence operations during World War II. Annapolis, MD: Naval Institute Press, 2013
- Middle East 101: a beginner's guide for deployers, travelers, and concerned citizens. Annapolis, Maryland: Naval Institute Press, 2019.
- Islamic Rulings on Warfare. Youssef H Aboul-Enein; Sherifa Zuhur; Army War College (U.S.). Strategic Studies Institute. Carlisle, PA: Strategic Studies Institute, U.S. Army War College, [2004] Strategic Studies Institute publication.
- Reconstructing a Shattered Egyptian Army (1967 to 1971): War Minister Gen. Mohamad Fawzi's Memoirs, 1967–1971. New York: Naval Institute Press, 2014
- Ayman Al-Zawahiri: the ideologue of modern Islamic militancy. Youssef H Aboul-Enein; USAF Counterproliferation Center. Maxwell Air Force Base, Ala.: USAF Counterproliferation Center, Air University, [2004] Future warfare series (Counterproliferation papers), no. 21. (On,one-Teilansicht)
- Iraq in turmoil: historical perspectives of Dr. Ali al-Wardi, from the Ottoman Empire to King Feisal. Annopalis: Naval Institute Press, 2012.
- Sheikh Abdel-Fatah Al-Khalidi Revitalizes Sayid Qutb - Inside the Adversary's Anti-American Ideology from the Cold War to Operation Iraqi Freedom. [S.l.]: Combating Terrorism Center at West Point. ctc.usma.edu
- The Late Sheikh Abdullah Azzam's Books. Military Academy West Point NY Combating Terrorism Center. Ft. Belvoir: Defense Technical Information Center, 2008.
  - Part 1: Strategic Leverage of the Soviet-Afghan War to Undertake Perpetual Jihad.
  - Part 2: Remedy for Muslim Victimization.
  - Part 3: Radical Theories on Defending Muslim Land through Jihad.
- Militant Islamist ideology: the threat to the west. Annapolis, Md.: Naval Institute, ©2010
- Usama Bin Laden: an analytic history and biography of the al-Qaida leader. Youssef H Aboul-Enein; United States. Navy Medicine Support Command. Audiovisual Production Department. Bethesda, Md.: Navy Medicine Support Command, Visual Information Directorate, Audiovisual Production Dept., [2009]
- The 1979 siege of Mecca: the Mahdi, Juhayman and al-Qaida. Youssef H. Aboul-Enein; United States. Navy Medicine Support Command. Audiovisual Production Department. Bethesda, Md.: Navy Medicine Support Command, Visual Information Directorate, Audiovisual Production Dept., [2009]
- Abu Musab al-Suri: the Clausewitz of al-Qaida ideology, 21st century al-Qaida strategist. Youssef H. Aboul-Enein; United States. Navy Medicine Support Command. Audiovisual Production Department. Bethesda, Md.: Navy Medicine Support Command, Visual Information Directorate, Audiovisual Production Department, [2009]
- The evolution of Islamic militant theory. Youssef H. Aboul-Enein; United States. Navy Medicine Support Command. Audiovisual Production Department. Bethesda, Md.: Visual Information Directorate, Audiovisual Production Department, Navy Medicine Support Command, [2007]?
- Hassan al-Banna and Al-Ikhwan al-Muslimeen (the Muslim Brotherhood). Youssef H Aboul-Enein; United States. Navy Medicine Support Command. Audiovisual Production Department. Bethesda, Md.: Navy Medicine Support Command, Visual Information Directorate, Audiovisual Production Department, [2009]
- An analytic primer to the Quran. Youssef H. Aboul-Enein; United States. Navy Medicine Support Command. Audiovisual Production Department. Bethesda, Md.: Visual Information Directorate, Audiovisual Production Department, Navy Medicine Support Command, [2008]
- An analytic primer to the Hadith. Youssef H Aboul-Enein; United States. Navy Medicine Support Command. Audiovisual Production Department. Bethesda, Md.: Visual Information Directorate, Audiovisual Production Department, Navy Medicine Support Command, [2008]